# Frontlines: Fuel of War
Frontlines: Fuel of War é um jogo eletrônico do gênero tiro em primeira pessoa desenvolvido para as plataformas Microsoft Windows e Xbox 360. Ele foi lançado 25 de fevereiro de 2008 na América do Norte. Foi produzido pela extinta Kaos Studios (anteriormente conhecido como Trauma Studios, produtores de Desert Combat, uma modificação extremamente popular para Battlefield 1942, que e mais tarde desenvolveria Homefront, uma evolução do mod anterior). Frontlines: Fuel of War foi originalmente desenvolvido para PlayStation 3, porém a THQ anunciou que desistiria desta versão em 24 de janeiro de 2008, aparentemente como resultado de problemas com o desenvolvimento, e questões referenciadas em entrevistas antes do cancelamento da versão PS3. Frontlines inclui um modo multiplayer, bem como uma campanha single-player que utiliza um sistema compatível com multiplayer.

Captura de tela do jogo.

O modo single-player limita os jogadores a fictícia Coalizão Ocidental, enquanto o modo on-line permite aos jogadores jogar como Coalizão Ocidental (WC) ou Red Star Alliance (RSA). Não é compatível com bots. Um demo multiplayer do jogo foi lançado para o Xbox 360 em 11 de fevereiro de 2008, que mais tarde também foi lançado para PC.